# 王皓茹
王皓茹（1939年—），女，汉族，吉林伊通人，中华人民共和国政治人物。曾任民盟辽宁省委常委。第八、九届全国政协委员。